# Tullgrenella guayapae
Tullgrenella guayapae är en spindelart som beskrevs av Galiano 1970. Tullgrenella guayapae ingår i släktet Tullgrenella och familjen hoppspindlar. Inga underarter finns listade i Catalogue of Life.